# Mala persona
Mala persona és una pel·lícula hispanoportuguesa de comèdia de 2024, dirigida per Fer García-Ruiz i escrita per Antonio Mercero Santos i Daniel Padró, basada en una idea original de Diego San José. És protagonitzada per Arturo Valls. Es va estrenar el 22 d'abril de 2024 al BCN Film Fest, i després es va estrenar en cinemes d'Espanya el 3 de juliol de 2024, amb distribució de Filmax. S'ha subtitulat al català.

## Trama
En Pepe (Arturo Valls) és la millor persona del món, fins que descobreix que té una malaltia terminal i que li queden mesos de vida. Per a evitar-li el sofriment als seus éssers estimats, en Pepe decideix convertir-se en la pitjor persona del món i així allunyar-los d'ell perquè no li trobin a faltar quan mori.

## Repartiment
- Arturo Valls com a Pepe
- Malena Alterio com a Sagrario
- Julián Villagrán com a Juanjo
- José Corbacho com el pare Héctor
- Teresa Lozano com la sogra
- Sara Jiménez com a Candela
- Diva O'Branco com a Ramona
- Víctor Benjumea com a Tomás
- Daniel Arias com a Mario
- Dafnis Balduz com el conductor/banquer
- Betsy Túrnez com la doctora

## Producció
La idea original de Mala persona va ser concebuda per Diego San José, encara que el guió final de la cinta va ser escrit per Antonio Mercero Santos i Daniel Padró. L'octubre de 2022, es va anunciar que el rodatge havia començat a l'Hospitalet, sota la direcció de Fer García-Ruiz i amb Arturo Valls, Malena Alterio, Julián Villagrán i José Corbacho com a protagonistes. Entre els barris del municipi on es va rodar la pel·lícula s'inclouen Bellvitge. El rodatge de la pel·lícula va concloure a la fi de novembre de 2024.
El pressupost total de Mala persona és de 2,4 milions d'euros, incloent-hi 967.412 euros procedents de les ajudes generals de l'ICAA.

## Estrena i màrqueting
Mala persona es va exhibir per primer cop al BCN Film Fest el 22 d'abril de 2024. El maig de 2024, Filmax va llançar el tràiler de la pel·lícula i va anunciar que s'estrenaria als cinemes d'Espanya el 5 de juliol de 2024. El 19 de juny de 2024, Filmax va anunciar que l'estrena de la pel·lícula s'havia avançat del 5 al 3 de juliol de 2024.